# Winter-Paralympics 2022/Teilnehmer (Lettland)
| stlisierte Goldmedaille | stlisierte Silbermedaille | stlisierte Bronzemedaille |
| ----------------------- | ------------------------- | ------------------------- |
| -                       | -                         | -                         |

Lettland nahm an den Winter-Paralympics 2022 in Peking vom 4. bis 13. März 2022 teil.

## Teilnehmer

### Rollstuhlcurling
| Wettbewerb      | Team |
| --------------- | --- |
| Athleten        | |
| Vorrunde        | Südkorea (8:4) Kanada (10:3) Slowakei (8:4) Estland (5:6) Schweden (9:7) Schweiz (9:7) Norwegen (6:8) Vereinigte Staaten (7:8) Großbritannien (4:8) China (2:9) |
| Halbfinale      | ausgeschieden |
| Spiel um Bronze | ausgeschieden |
| Finale          | ausgeschieden |
| Rang            | 9 |